# Patch It Up
«Patch It Up» es una canción escrita por Eddie Rabbitt y Rory Bourke y grabada originalmente por Elvis Presley.  Fue lanzada como sencillo en octubre de 1970, con «You Don't Have to Say You Love Me». 
Una versión en vivo de la canción grabada el 12 de agosto de 1970  apareció en la película del concierto Elvis: That's the Way It Is y el álbum que la acompañó That's the Way It Is que se lanzó un mes después, en noviembre.
«Patch It Up» alcanzó el puesto número 11 en la lista de éxitos pop estadounidense Billboard Hot 100 (como doble cara A con «You Don't Have to Say You Love Me»). 

## Grabación
Elvis grabó originalmente la canción durante sus sesiones «maratonianas» de junio de 1970 en el RCA Studio B en Nashville.   Esa versión fue lanzada como sencillo con «You Don't Have to Say You Love Me» el 6 de octubre. 
En agosto de 1970, Presley interpretó esta canción durante el llamado «Elvis Summer Festival» en el Hotel Internacional de Las Vegas. Los conciertos fueron documentados en la película de la MGM Elvis: That's the Way It Is y su banda sonora publicada en el álbum That's the Way It Is, lanzado en noviembre.   La grabación utilizada para el álbum fue la de la cena-espectáculo del 12 de agosto de 1970. 

## Posicionamiento en listas
| Listas (1970)                      | Mejor posición |
| ---------------------------------- | -------------- |
| Estados Unidos (Billboard Hot 100) | 11             |